# Карабіївка

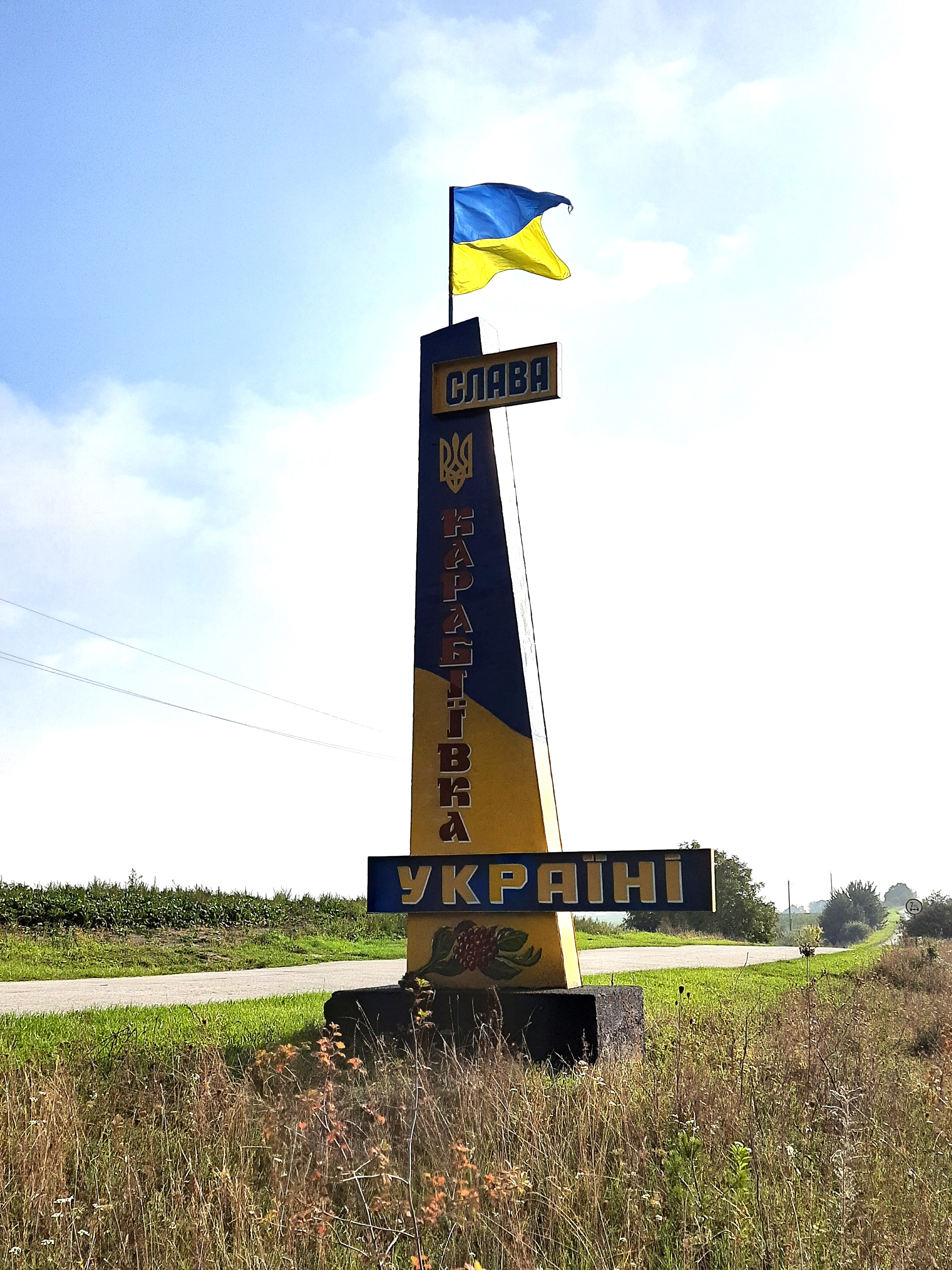
Стела при повороті на село

Карабі́ївка — село в Україні,  у Теофіпольській селищній громаді Хмельницького району Хмельницької області. Розташоване на півночі району, за 10 км від центру громади. До 2020 центр Карабіївської сільської ради. До складу сільради також входило село Котюржинці. 

## Історія
Вперше село згадується у листі пана Андрія Чолганського до підстарости Кременецького повіту Алексія Бєлецького від 15 лютого 1563 року, в якому він скаржився і розповідав, що в його селі Камені Верхньому вчинено пограбування його підданих слугами пана Северина Александровича. Село називалося Верхній Камень, бо там в давнину добували в горах камінь. 22 червня 1639 року у позові Криштофера Сенюти Ляховецького до Кременецького земського суду село згадувалося під назвою Кораблівка. З чим це перейменування пов’язано – невідомо. У документах 1765 року Кораблівку уже названо Карабіївкою.
7 (20) листопада 1917 року, відповідно до.Третього Універсалу Української Центральної Ради, увійшло до складу Української Народної Республіки.
12 червня 2020 року, відповідно до розпорядження Кабінету Міністрів України № 727-р «Про визначення адміністративних центрів та затвердження територій територіальних громад Хмельницької області», увійшло до складу Теофіпольської селищної громади.
19 липня 2020 року, в результаті адміністративно-територіальної реформи та ліквідації Теофіпольського району, село увійшло до складу Хмельницького району.

## Сучасність
У селі 120 дворів, 365 мешканців (2007). Також є клуб, бібліотека, загальноосвітня школа, фермерське господарство «Рідний край».

## Населення

### Мова
Розподіл населення за рідною мовою за даними :
| Мова       | Кількість | Відсоток |
| ---------- | --------- | -------- |
| українська | 382       | 99.22%   |
| російська  | 3         | 0.78%    |
| Усього     | 385       | 100%     |